# Conall Crandomna
Conall Crandomna, o Conall I, va ser un monarca, co-rei dels escots de Dál Riata del 650 al 660.

## Vida
Fill menor d'Eochaid Buide, va succeir a Ferchar mac Connaid al tron de Dál Riata juntament amb el seu cosí Dúnchad mac Conaing o Dubhan. Després de la desaparició d'aquest l'any 654, va regnar en solitari fins a la seva pròpia mort el 660.
El repartiment del poder al regne de Dál Riata és una de les conseqüències del desastrós regnat de Domnall Brecc, que havia afeblit molt la influència dels descendents d'Áedán mac Gabráin al Cenél Gabrain.
Conall Crandomna va deixar dos fills que es van succeir al tron de Dalriada:
- Máel Dúin mac Conaill
- Domnall Donn mac Conaill